# Nike, Inc.
Nike, Inc. er et amerikansk firma, som producerer sportsudstyr og sportsmode. Navnet udtales Nai-ki på engelsk, men udtales ofte som Naik på dansk.
Virksomheden er opkaldt efter den græske sejrsgudinde. Den blev stiftet i 1964 med navnet Blue Ribbon Sports af Bill Bowerman og Phil Knight og skiftede navn til Nike Inc. i 1971. I 1996 indgik det en historisk sponsoraftale med Brasiliens fodboldforbund for ti år på 200 mio. dollars. Ifølge Forbes er Nike den 244 største virksomhed i verden i 2020.
Nike omsatte i sidste regnskab for ca 324 milliarder DKK.

## Fodboldstøvler
Nike udgav i 1971 sit første par fodboldstøvler kaldet "The Nike". "The Nike" viste sig at have udfordringer i kulde og regnvejr og derfor valgte Nike i en periode at satse på at udvikle fodtøj til andre sportsgrene.
I 1997 testede Nike, som de første, fodboldstøvler i syntetisk læder. Dette viste sig at være en succes og allerede i 1998 bar Ronaldo de nye Mercurial fodboldstøvler fra Nike.
I dag producerer og udvikle Nike følgende modeller
- Nike FC247
- Nike FootballX
- Nike Hypervenom
- Nike Magista
- Nike Mercurial
- Nike Premier
- Nike Tiempo

## Ekstern henvisning
- Wikimedia Commons har flere filer relateret til Nike, Inc.

- Officiel hjemmeside

| Firma | Spire Denne artikel om et firma eller en virksomhed i USA er en spire som bør udbygges. Du er velkommen til at hjælpe Wikipedia ved at udvide den. |